# Hippodrom v Konstantinopoli

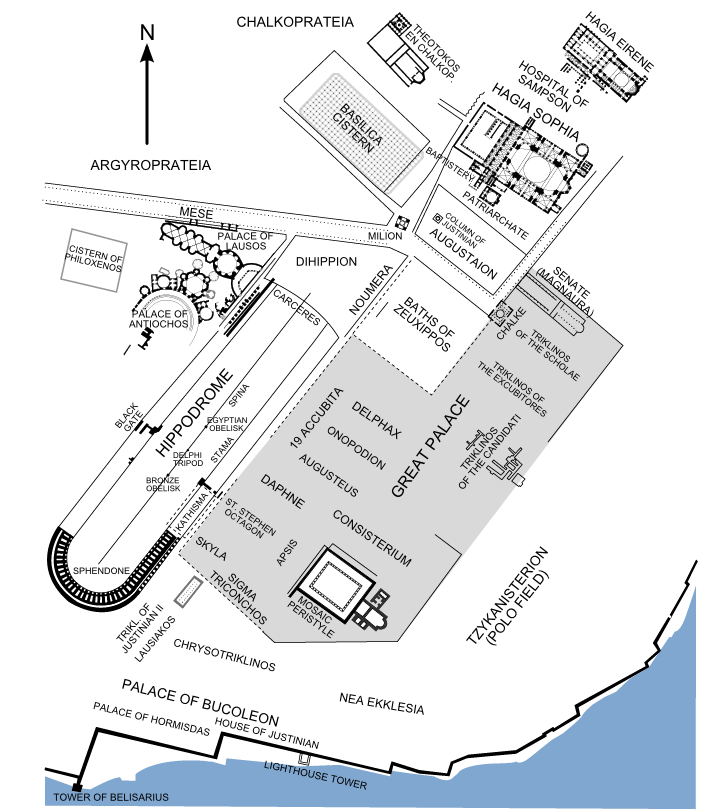
Náčrt hippodromu v centru Konstantinopole

Hippodrom v Konstantinopoli (řecky: Ιππόδρομος της Κωνσταντινούπολης) byl sportovním a společenským centrem Konstantinopole, hlavního města Byzantské říše. Dnes se na jeho místě nachází náměstí Sultanahmet Meydanı (Náměstí sultána Ahmeda), přičemž několik fragmentů původní antické stavby se dochovalo do dnešních dnů.
Složené slovo hippodrome pochází z řeckých slov hippos (ἵππος), kůň, a dromos (δρόμος), dráha. Kvůli tomu je v turečtině nazýváno také Atmeydanı (Koňské náměstí). Dostihy a tethrippon byly populárním způsobem trávení volného času ve starověkém světě a hippodromy byly častými stavbami helénistických, římských a byzantských městech.